# Gran Premio de Cataluña de Motociclismo de 2024
El Gran Premio de Cataluña de Motociclismo de 2024 (oficialmente Gran Premi Monster Energy de Catalunya) fue la undécima prueba del Campeonato del Mundo de Motociclismo de 2024. Tuvo lugar en el fin de semana del 24 al 26 de mayo de 2024 en el Circuito de Barcelona-Cataluña en Montmeló (España).
La carrera al sprint de MotoGP fue ganada por Aleix Espargaró, seguido de Marc Márquez y Pedro Acosta.
La carrera de MotoGP fue ganada por Francesco Bagnaia, seguido de Jorge Martín y Marc Márquez. Ai Ogura fue el ganador de la prueba de Moto2, por delante de Sergio García y Jake Dixon. La carrera de Moto3 fue ganada por David Alonso, Iván Ortolá fue segundo y José Antonio Rueda tercero.
Esta prueba fue la tercera ronda doble de la Temporada 2024 del Campeonato del Mundo de MotoE. La primera carrera de MotoE fue ganada por Óscar Gutiérrez, Eric Granado fue segundo y Kevin Zannoni tercero. La segunda carrera fue ganada por Kevin Zannoni, seguido de Óscar Gutiérrez y Alessandro Zaccone.

## Resultados

### Resultados MotoGP

#### Carrera al sprint
| Pos.    | N.º | Piloto                | Equipo                       | Constructor | Vueltas | Tiempo    | Parrilla | Puntos |
| ------- | --- | --------------------- | ---------------------------- | ----------- | ------- | --------- | -------- | ------ |
| 1       | 41  | Aleix Espargaró       | Aprilia Racing               | Aprilia     | 12      | 20:01.478 | 1        | 12     |
| 2       | 93  | Marc Márquez          | Gresini Racing MotoGP        | Ducati      | 12      | +0.892    | 14       | 9      |
| 3       | 31  | Pedro Acosta          | Red Bull GASGAS Tech3        | KTM         | 12      | +1.169    | 5        | 7      |
| 4       | 89  | Jorge Martín          | Prima Pramac Racing          | Ducati      | 12      | +2.147    | 7        | 6      |
| 5       | 23  | Enea Bastianini       | Ducati Lenovo Team           | Ducati      | 12      | +2.980    | 11       | 5      |
| 6       | 49  | Fabio Di Giannantonio | Pertamina VR46 Racing Team   | Ducati      | 12      | +4.623    | 6        | 4      |
| 7       | 43  | Jack Miller           | Red Bull KTM Factory Racing  | KTM         | 12      | +8.084    | 9        | 3      |
| 8       | 12  | Maverick Viñales      | Aprilia Racing               | Aprilia     | 12      | +8.245    | 12       | 2      |
| 9       | 72  | Marco Bezzecchi       | Pertamina VR46 Racing Team   | Ducati      | 12      | +8.643    | 16       | 1      |
| 10      | 20  | Fabio Quartararo      | Monster Energy Yamaha MotoGP | Yamaha      | 12      | +9.241    | 17       |        |
| 11      | 21  | Franco Morbidelli     | Prima Pramac Racing          | Ducati      | 12      | +9.537    | 10       |        |
| 12      | 42  | Álex Rins             | Monster Energy Yamaha MotoGP | Yamaha      | 12      | +13.045   | 8        |        |
| 13      | 30  | Takaaki Nakagami      | LCR Honda Idemitsu           | Honda       | 12      | +13.199   | 20       |        |
| 14      | 73  | Álex Márquez          | Gresini Racing MotoGP        | Ducati      | 12      | +13.378   | 13       |        |
| 15      | 36  | Joan Mir              | Repsol Honda Team            | Honda       | 12      | +16.438   | 21       |        |
| 16      | 10  | Luca Marini           | Repsol Honda Team            | Honda       | 12      | +18.000   | 22       |        |
| 17      | 37  | Augusto Fernández     | Red Bull GASGAS Tech3        | KTM         | 12      | +25.262   | 19       |        |
| 18      | 6   | Stefan Bradl          | HRC Test Team                | Honda       | 12      | +33.751   | 23       |        |
| Ret     | 1   | Francesco Bagnaia     | Ducati Lenovo Team           | Ducati      | 11      | Caída     | 2        |        |
| Ret     | 88  | Miguel Oliveira       | Trackhouse Racing MotoGP     | Aprilia     | 9       | Caída     | 15       |        |
| Ret     | 5   | Johann Zarco          | LCR Honda Castrol            | Honda       | 7       | Caída     | 18       |        |
| Ret     | 33  | Brad Binder           | Red Bull KTM Factory Racing  | KTM         | 6       | Caída     | 4        |        |
| Ret     | 25  | Raúl Fernández        | Trackhouse Racing MotoGP     | Aprilia     | 4       | Caída     | 3        |        |
| Fuente: |     |                       |                              |             |         |           |          |        |

#### Carrera larga
| Pos.    | N.º | Piloto                | Equipo                       | Constructor | Vueltas | Tiempo    | Parrilla | Puntos |
| ------- | --- | --------------------- | ---------------------------- | ----------- | ------- | --------- | -------- | ------ |
| 1       | 1   | Francesco Bagnaia     | Ducati Lenovo Team           | Ducati      | 24      | 40:11.726 | 2        | 25     |
| 2       | 89  | Jorge Martín          | Prima Pramac Racing          | Ducati      | 24      | +1.740    | 7        | 20     |
| 3       | 93  | Marc Márquez          | Gresini Racing MotoGP        | Ducati      | 24      | +10.491   | 14       | 16     |
| 4       | 41  | Aleix Espargaró       | Aprilia Racing               | Aprilia     | 24      | +10.543   | 1        | 13     |
| 5       | 49  | Fabio Di Giannantonio | Pertamina VR46 Racing Team   | Ducati      | 24      | +15.441   | 6        | 11     |
| 6       | 25  | Raúl Fernández        | Trackhouse Racing MotoGP     | Aprilia     | 24      | +15.916   | 3        | 10     |
| 7       | 73  | Álex Márquez          | Gresini Racing MotoGP        | Ducati      | 24      | +16.882   | 13       | 9      |
| 8       | 33  | Brad Binder           | Red Bull KTM Factory Racing  | KTM         | 24      | +18.578   | 4        | 8      |
| 9       | 20  | Fabio Quartararo      | Monster Energy Yamaha MotoGP | Yamaha      | 24      | +20.477   | 17       | 7      |
| 10      | 88  | Miguel Oliveira       | Trackhouse Racing MotoGP     | Aprilia     | 24      | +20.889   | 15       | 6      |
| 11      | 72  | Marco Bezzecchi       | Pertamina VR46 Racing Team   | Ducati      | 24      | +21.023   | 16       | 5      |
| 12      | 12  | Maverick Viñales      | Aprilia Racing               | Aprilia     | 24      | +22.137   | 12       | 4      |
| 13      | 31  | Pedro Acosta          | Red Bull GASGAS Tech3        | KTM         | 24      | +31.967   | 5        | 3      |
| 14      | 30  | Takaaki Nakagami      | LCR Honda Idemitsu           | Honda       | 24      | +32.987   | 20       | 2      |
| 15      | 36  | Joan Mir              | Repsol Honda Team            | Honda       | 24      | +33.132   | 21       | 1      |
| 16      | 5   | Johann Zarco          | LCR Honda Castrol            | Honda       | 24      | +34.554   | 18       |        |
| 17      | 10  | Luca Marini           | Repsol Honda Team            | Honda       | 24      | +36.689   | 22       |        |
| 18      | 23  | Enea Bastianini       | Ducati Lenovo Team           | Ducati      | 24      | +50.615   | 11       |        |
| 19      | 6   | Stefan Bradl          | HRC Test Team                | Honda       | 24      | +55.295   | 23       |        |
| 20      | 42  | Álex Rins             | Monster Energy Yamaha MotoGP | Yamaha      | 24      | +1:03.428 | 8        |        |
| Ret     | 21  | Franco Morbidelli     | Prima Pramac Racing          | Ducati      | 17      | Caída     | 10       |        |
| Ret     | 37  | Augusto Fernández     | Red Bull GASGAS Tech3        | KTM         | 5       | Caída     | 19       |        |
| Ret     | 43  | Jack Miller           | Red Bull KTM Factory Racing  | KTM         | 2       | Caída     | 9        |        |
| 1.      |     |                       |                              |             |         |           |          |        |
| Fuente: |     |                       |                              |             |         |           |          |        |

### Resultados Moto2
| Pos.           | N.º | Piloto                  | Constructor | Vueltas | Tiempo        | Parrilla | Puntos |
| -------------- | --- | ----------------------- | ----------- | ------- | ------------- | -------- | ------ |
| 1              | 79  | Ai Ogura                | Boscoscuro  | 21      | 36:33.540     | 10       | 25     |
| 2              | 3   | Sergio García           | Boscoscuro  | 21      | +3.816        | 1        | 20     |
| 3              | 96  | Jake Dixon              | Kalex       | 21      | +9.186        | 11       | 16     |
| 4              | 52  | Jeremy Alcoba           | Kalex       | 21      | +12.241       | 22       | 13     |
| 5              | 81  | Senna Agius             | Kalex       | 21      | +12.593       | 12       | 11     |
| 6              | 75  | Albert Arenas           | Kalex       | 21      | +13.666       | 5        | 10     |
| 7              | 21  | Alonso López            | Boscoscuro  | 21      | +17.676       | 7        | 9      |
| 8              | 16  | Joe Roberts             | Kalex       | 21      | +20.790       | 8        | 6      |
| 9              | 14  | Tony Arbolino           | Kalex       | 21      | +18.885       | 14       | 7      |
| 10             | 9   | Jorge Navarro           | Forward     | 21      | +21.249       | 21       | 6      |
| 11             | 84  | Zonta van den Goorbergh | Kalex       | 21      | +22.435       | 15       | 5      |
| 12             | 12  | Filip Salač             | Kalex       | 21      | +23.073       | 17       | 4      |
| 13             | 5   | Jaume Masiá             | Kalex       | 21      | +24.540       | 28       | 3      |
| 14             | 15  | Darryn Binder           | Kalex       | 21      | +24.747       | 18       | 2      |
| 15             | 34  | Mario Aji               | Kalex       | 21      | +24.826       | 27       | 1      |
| 16             | 20  | Xavier Cardelús         | Kalex       | 21      | +27.908       | 29       |        |
| 17             | 19  | Mattia Pasini           | Boscoscuro  | 21      | +30.424       | 20       |        |
| 18             | 11  | Álex Escrig             | Forward     | 21      | +38.261       | 31       |        |
| 19             | 53  | Deniz Öncü              | Kalex       | 21      | +38.590       | 26       |        |
| 20             | 43  | Xavier Artigas          | Forward     | 21      | +39.214       | 32       |        |
| 21             | 7   | Barry Baltus            | Kalex       | 21      | +50.605       | 30       |        |
| 22             | 18  | Manuel González         | Kalex       | 19      | +2 vueltas    | 9        |        |
| Ret            | 13  | Celestino Vietti        | Kalex       | 15      | Retirado      | 3        |        |
| Ret            | 54  | Fermín Aldeguer         | Boscoscuro  | 14      | Caída         | 2        |        |
| Ret            | 44  | Arón Canet              | Kalex       | 14      | Caída         | 4        |        |
| Ret            | 17  | Daniel Muñoz            | Kalex       | 14      | Retirado      | 6        |        |
| Ret            | 71  | Dennis Foggia           | Kalex       | 13      | Caída         | 23       |        |
| Ret            | 10  | Diogo Moreira           | Kalex       | 1       | Caída         | 24       |        |
| Ret            | 28  | Izan Guevara            | Kalex       | 0       | Colisión      | 13       |        |
| Ret            | 35  | Somkiat Chantra         | Kalex       | 0       | Colisión      | 16       |        |
| Ret            | 22  | Ayumu Sasaki            | Kalex       | 0       | Caída         | 25       |        |
| DSQ            | 24  | Marcos Ramírez          | Kalex       |         | Descalificado | 19       |        |
| 1. 2. 3. 4. 5. |     |                         |             |         |               |          |        |
| Fuente:        |     |                         |             |         |               |          |        |

### Resultados Moto3
| Pos.    | N.º | Piloto             | Constructor | Vueltas | Tiempo   | Parrilla | Puntos |
| ------- | --- | ------------------ | ----------- | ------- | -------- | -------- | ------ |
| 1       | 80  | David Alonso       | CFMoto      | 18      | +46.685  | 6        | 25     |
| 2       | 48  | Iván Ortolá        | KTM         | 18      | +0.242   | 1        | 20     |
| 3       | 99  | José Antonio Rueda | KTM         | 18      | +0.513   | 3        | 16     |
| 4       | 95  | Collin Veijer      | Husqvarna   | 18      | +0.560   | 2        | 13     |
| 5       | 64  | David Muñoz        | KTM         | 18      | +1.648   | 7        | 11     |
| 6       | 96  | Daniel Holgado     | Gas Gas     | 18      | +3.390   | 9        | 10     |
| 7       | 58  | Luca Lunetta       | Honda       | 18      | +4.791   | 10       | 9      |
| 8       | 12  | Jacob Roulstone    | Gas Gas     | 18      | +7.248   | 16       | 8      |
| 9       | 7   | Filippo Farioli    | Honda       | 18      | +7.449   | 20       | 7      |
| 10      | 31  | Adrián Fernández   | Honda       | 18      | +7.485   | 8        | 6      |
| 11      | 6   | Ryusei Yamanaka    | KTM         | 18      | +8.058   | 5        | 5      |
| 12      | 36  | Ángel Piqueras     | Honda       | 18      | +8.104   | 13       | 4      |
| 13      | 82  | Stefano Nepa       | KTM         | 18      | +8.147   | 11       | 3      |
| 14      | 78  | Joel Esteban       | CFMoto      | 18      | +8.160   | 15       | 2      |
| 15      | 24  | Tatsuki Suzuki     | Husqvarna   | 18      | +20.335  | 21       | 1      |
| 16      | 19  | Scott Ogden        | Honda       | 18      | +21.297  | 19       |        |
| 17      | 18  | Matteo Bertelle    | Honda       | 18      | +21.359  | 12       |        |
| 18      | 10  | Nicola Carraro     | KTM         | 18      | +21.418  | 25       |        |
| 19      | 85  | Xabier Zurutuza    | KTM         | 18      | +22.327  | 23       |        |
| 20      | 70  | Joshua Whatley     | Honda       | 18      | +40.533  | 26       |        |
| 21      | 55  | Noah Dettwiler     | KTM         | 18      | +40.552  | 24       |        |
| 22      | 5   | Tatchakorn Buasri  | Honda       | 18      | +40.600  | 22       |        |
| 23      | 93  | Arbi Aditama       | Honda       | 18      | +46.685  | 27       |        |
| Ret     | 22  | David Almansa      | Honda       | 12      | Retirado | 17       |        |
| Ret     | 54  | Riccardo Rossi     | KTM         | 5       | Caída    | 18       |        |
| Ret     | 66  | Joel Kelso         | KTM         | 5       | Caída    | 14       |        |
| Ret     | 72  | Taiyo Furusato     | Honda       | 5       | Caída    | 4        |        |
| Fuente: |     |                    |             |         |          |          |        |

### Resultados MotoE

#### Carrera 1
| Pos.    | N.º | Piloto             | vueltas | Tiempo    | Parrilla | Puntos |
| ------- | --- | ------------------ | ------- | --------- | -------- | ------ |
| 1       | 99  | Óscar Gutiérrez    | 7       | 12:44.802 | 5        | 25     |
| 2       | 51  | Eric Granado       | 7       | +0.131    | 1        | 20     |
| 3       | 21  | Kevin Zannoni      | 7       | +0.414    | 8        | 16     |
| 4       | 4   | Héctor Garzó       | 7       | +0.792    | 6        | 13     |
| 5       | 61  | Alessandro Zaccone | 7       | +1.602    | 3        | 11     |
| 6       | 40  | Mattia Casadei     | 7       | +2.316    | 2        | 10     |
| 7       | 81  | Jordi Torres       | 7       | +2.349    | 7        | 9      |
| 8       | 11  | Matteo Ferrari     | 7       | +4.115    | 9        | 8      |
| 9       | 77  | Miquel Pons        | 7       | +6.105    | 10       | 7      |
| 12      | 55  | Massimo Roccoli    | 7       | +8.649    | 15       | 6      |
| 11      | 34  | Kevin Manfredi     | 7       | +8.657    | 11       | 5      |
| 12      | 72  | Alessio Finello    | 7       | +8.959    | 14       | 4      |
| 13      | 6   | María Herrera      | 7       | +13.545   | 16       | 3      |
| 14      | 80  | Armando Pontone    | 7       | +20.516   | 18       | 2      |
| 15      | 9   | Andrea Mantovani   | 6       | +1 vuelta | 13       | 1      |
| Ret     | 7   | Chaz Davies        | 4       | Caída     | 17       |        |
| Ret     | 3   | Lukas Tulovic      | 2       | Caída     | 10       |        |
| Ret     | 29  | Nicholas Spinelli  | 0       | Caída     | 4        |        |
| Fuente: |     |                    |         |           |          |        |

#### Carrera 2
| Pos.    | N.º | Piloto             | vueltas | Tiempo    | Parrilla | Puntos |
| ------- | --- | ------------------ | ------- | --------- | -------- | ------ |
| 1       | 21  | Kevin Zannoni      | 7       | 12:42.300 | 8        | 25     |
| 2       | 99  | Óscar Gutiérrez    | 7       | +0.474    | 5        | 20     |
| 3       | 61  | Alessandro Zaccone | 7       | +1.176    | 3        | 16     |
| 4       | 81  | Jordi Torres       | 7       | +4.157    | 7        | 13     |
| 5       | 4   | Héctor Garzó       | 7       | +4.334    | 6        | 11     |
| 6       | 3   | Lukas Tulovic      | 7       | +5.084    | 10       | 10     |
| 7       | 9   | Andrea Mantovani   | 7       | +4.536    | 13       | 9      |
| 8       | 11  | Matteo Ferrari     | 7       | +4.669    | 9        | 8      |
| 9       | 77  | Miquel Pons        | 7       | +4.811    | 12       | 7      |
| 10      | 34  | Kevin Manfredi     | 7       | +7.697    | 11       | 6      |
| 11      | 55  | Massimo Roccoli    | 7       | +7.801    | 15       | 5      |
| 12      | 72  | Alessio Finello    | 7       | +10.480   | 14       | 4      |
| 13      | 6   | María Herrera      | 7       | +10.939   | 16       | 3      |
| 14      | 7   | Chaz Davies        | 7       | +14.215   | 17       | 2      |
| 15      | 80  | Armando Pontone    | 7       | +14.838   | 18       | 1      |
| Ret     | 51  | Eric Granado       | 4       | Caída     | 1        |        |
| Ret     | 29  | Nicholas Spinelli  | 3       | Caída     | 4        |        |
| Ret     | 40  | Mattia Casadei     | 1       | Caída     | 2        |        |
| 1.      |     |                    |         |           |          |        |
| Fuente: |     |                    |         |           |          |        |